# Venceslas Gasztowtt
Pour les articles homonymes, voir Gasztowtt.
Venceslas Jean Gasztowtt (Wacław Jan Gasztowtt), né à La Guerche-sur-l'Aubois le 20 octobre 1844, sous les prénoms « Venceslas Maurice », et mort le 18 mars 1920 à Paris, est un homme de lettres franco-polonais.

## Biographie
Lointain descendant d'une noble famille lituanienne polonisée, il est le fils de Maurice Gasztowtt (1809-1878), jeune combattant dans l'insurrection polonaise de 1830, émigré vers la France et devenu un médecin très apprécié dans sa province du Nivernais et d'Anne Bayer (1822-1888). 
À l'âge de huit ans, Venceslas Gasztowtt entre comme interne à l'École polonaise des Batignolles à Paris puis le lycée Bonaparte et la Sorbonne où il obtient une licence ès-lettres lui permettent d'acquérir une solide formation littéraire, interrompue par sa brève et malheureuse participation à l'insurrection polonaise de 1863. 
Après cet échec, Gasztowtt reste jusqu'à sa mort professeur traducteur en prose et en vers, accessoirement poète lui-même, mais aussi journaliste, jouant ainsi constamment son rôle de passeur culturel entre France et Pologne et surtout entre Pologne et France. 
Il épouse en 1866 Alida Léonarde Stępińska (1844-1917). Leur fils François (1874-1904) meurt à Tunis, Thadée (1881-1936), secrétaire de légation deviendra journaliste à Istanbul.
Il traduit notamment le théâtre de Juliusz Słowacki, des poèmes de Zygmunt Krasiński (dont ses Psaumes de l'avenir ainsi que la Réponse de Słowacki), d'Adam Asnyk, de Kornel Ujejski, et pour les chefs-d'œuvre de Adam Mickiewicz, Konrad Wallenrod et Pan Tadeusz. S'y ajoutent les traductions de nombreuses nouvelles, d'un roman de Józef Weyssenhoff et du livre politiquement fondamental de Roman Dmowski : La Question polonaise.
Il enseigne au collège Chaptal, essentiellement pour le français et le latin, à l'éphémère École supérieure polonaise du boulevard du Montparnasse, à l'Institution des jeunes filles polonaises de l'Hôtel Lambert et, sans interruption, à l'École polonaise. C'est au sortir même de cette école que, le 18 mars 1920, pris de malaise, il est transporté à son domicile de la rue Truffaut où il meurt le 18 mars. Il est inhumé le 23 mars 1920 au cimetière des Champeaux de Montmorency.

## Publications
- Le Poète polonais Jules Slowacki (1809-1849), 1881.
- Victor Hugo et la Pologne, 1885.
- Résumé de l'histoire de Pologne, 1916.